# Wilhelm Bahr (SS-Mitglied)
Wilhelm Bahr, genannt Willi Bahr (* 25. April 1907 in Gleschendorf; † 8. Oktober 1946 in Hameln) war ein deutscher SS-Unterscharführer und SS-Sanitätsdienstgrad im KZ Neuengamme sowie im KZ Vaivara.

## Leben
Bahr trat zum 1. Mai 1937 der NSDAP bei (Mitgliedsnummer 4.088.479). Er war ab 1941 Mitglied der SS-Lagermannschaft des KZ Neuengamme und dort als SS-Sanitätsdienstgrad eingesetzt. Laut dem KZ-Häftling Fritz Bringmann tötete Bahr ab Januar 1942 Häftlinge im KZ Neuengamme mit Benzininjektionen. Vor der Ausführung hatte Bahr Bringmann mit der Mordaktion beauftragt, der dies jedoch ablehnte. Bahr nahm 1942 mit etwa 20 weiteren SS-Angehörigen für drei Tage an einem „Blausäurekurs“ zur Verwendung von Zyklon B in Oranienburg teil, der von Bruno Tesch geleitet wurde. Ende September 1942 nahm Bahr im KZ Neuengamme auf Anordnung des Lagerarztes die Vergasung von knapp 200 sowjetischen Kriegsgefangenen vor, die zuvor aus einem Kriegsgefangenenlager aus der Lüneburger Heide ins KZ Neuengamme überstellt worden waren.
Im Herbst 1943 wurde Bahr zum KZ Vaivara versetzt. Dort war er als SS-Sanitätsdienstgrad u. a. im Außenlager Klooga tätig.
Nach Kriegsende wurde Bahr festgenommen und inhaftiert. Bahr sagte Anfang März 1946 im Testa-Prozess (Zyklon-B-Fall) aus, der im Rahmen der Curiohaus-Prozesse stattfand. In diesem Verfahren gab er zu, an einem Blausäurekurs zur Anwendung von Zyklon B teilgenommen und im September 1942 die Vergasung von knapp 200 sowjetischen Kriegsgefangenen im KZ Neuengamme vorgenommen zu haben. Danach wurde Bahr im Neuengamme-Hauptprozess mit dreizehn weiteren Angehörigen der Neuengammer Lager-SS angeklagt. Bahr, der während des Prozesses zugab, die sowjetischen Kriegsgefangenen vergast zu haben, wurde am 3. Mai 1946 zum Tode durch den Strang verurteilt und am 8. Oktober 1946 im Zuchthaus Hameln hingerichtet.